# Девон (периода)
Девон је геолошка периода палеозоика која је се односи на време од пре око 416 до пре око 359,2 милиона година. Назив је добила према истоименој грофовији у Уједињеном Краљевству где су први пут изучаване стене девонске старости. Подела девона је извршена на основу односа слојева у Арденима.
Рибе су у девону постигле значајну разноликост, због чега се за њега често користи назив „доба риба”. Плакодерми су почеле да доминирају у готово свим познатим воденим срединама. Преци свих четвороногих кичмењака (тетрапода) почели су да се прилагођавају ходању по копну, јер су њихова снажна прсна и карлична пераја постепено еволуирале у ноге.

## Подела
Девон се у Европи обично дели на три епохе: доњи, средњи и горњи девон. Епохе се даље деле на векове.
| Периода      | Епоха   | Век         | Почетак (Ma) | Крај (Ma) |
| ------------ | ------- | ----------- | ------------ | --------- |
| Девон        |         |             |              |           |
| Горњи девон  | Фамениј | 372,2 ± 2,5 | 358,9 ± 0,4  |           |
| Горњи девон  | Франиј  | 382,7 ± 1,6 | 372,2 ± 2,5  |           |
| Средњи девон | Живетиј | 387,7 ± 0,8 | 382,7 ± 1,6  |           |
| Средњи девон | Ајфелиј | 393,3 ± 2,7 | 387,7 ± 0,8  |           |
| Доњи девон   | Емсиј   | 407,6 ± 2,5 | 393,3 ± 2,7  |           |
| Доњи девон   | Прагиј  | 410,8 ± 2,8 | 407,6 ± 2,5  |           |
| Доњи девон   | Локовиј | 419,2 ± 2,8 | 410,8 ± 2,5  |           |

## Живот у девону
У девону су јаче развијене копнене биљке. Представник доњег и средњег девона је род Psilophyton а горњег Archaeopteris. Поред рода Psilofyton заступљени су родови Rhynia, Asteroxylon, Pseudosporochnus и др.
Горњедевонска флора више готово и нема псилофита. Главни представник је Archaeopteris из групе папрати (Filices).
У прелазној зони према мору свој живот наставља заједница у којој се истичу Ostracoderm-и из групе Agnatha, затим Placoderm-и са родовима Pterichthyodes и Coccosteus. Током ове периоде ова заједница све више продире у водене просторе, а крајем девона изумире.
Повремени становници простора ван воде су и неке рибе дводихалице (Dipnoi) с родом Dipterus и ресоперке (Crossopterygii) с родовима Holoptychius, Osteolepis и др. Ресоперке имају велико филогенетско значење, јер су се временом њихова пераја поступно преобразила у удове, па су од њих у млађем девону настали примитивни водоземци.
Представници живог света у мору су:
- корали - , , , ,
- брахиоподе - родови Spirifer, , ,  и
- трилобити губе значај - Proetus, Gryphaeus, Phacops.

У западној Србији у подручју Јадра, девон је претежно кластичног развоја са прослојцима кречњака, посебно у вишим деловима. Код Дружетића северно од Ваљева нађена је богата фауна средњег и горњег девона у којој су нађени остаци трилобитског рода Phacops, затим тентакулити (Styliolina, Novakia), гонијатити (Manticoceras), бројни конодонти (Ozarkodina lata, Polygnathus linguiformis, Palmathodella orthoconica, Palmatholepis glabra).